# Пънар Кюр
Пънар Кюр (на турски: Pınar Kür) е турска писателка, авторка на произведения в жанровете съвременна драма и трилър, преводачка и университетски преподавател.

## Биография и творчество
Родена е на 15 април 1945 г. в Бурса, Турция. Баща ѝ Бехрам Кюр е азърбайджанец и е учител по математика, а майка ѝ Исмет Кюр е учителка по турски език и литература.
Детството ѝ преминава в анадолски градове – Биледжик, Зонгулдак и Анкара от 1949 г., както и известно време в Лондон, където учи със сестра си в училище „Реймъдс“. На 13 години отива в САЩ по линията на ЮНЕСКО и учи в гимназията „Куийн колидж“ в Ню Йорк. По-късно завършва с бакалавърска степен „Робърт колеж“ в Истанбул и с магистърска степен Босфорския университет. В периода 1964 – 1969 г. живее в Париж и защитава докторат по сравнително литературознание в Сорбоната, на тема „Реалност и илюзия в театъра на ХХ век“.
Омъжва се за Кан Колукиса през 1964 г. Имат син. Развеждат се през 1969 г.
След завръщането си в Турция започва работа в Държавния театър в Анкара (1971 – 1973) и пише като театрален критик за вестници („Джумхуриет“, „Хюриет Гюстери“) и списания като „Милиет Санат“ и др. От 1971 г. започва да пише разкази, първият от тях – „Приятели“, е публикуван в списание.
През 1974 г. се премества да живее в Истанбул. В периода 1979 – 1985 г. работи като преподавател във Факултета по чужди езици в Истанбулския университет. От 1996 г. започва да преподава медийни и комуникационни системи в университета „Билги“ в Истанбул.
Първият ѝ роман „Yarın Yarın“ („Сутрин сутрин“) излиза пред 1976 г. и е на експлозивната политическа тема за военния преврат на 12 март 1971 г. В следващите си романи развива чувствителните въпроси за мястото на жената в обществото и семейството, за закостенелите социални предразсъдъци, за властовите отношения – лични и политически, за проблемите на сексуалността. Те ѝ навличат критиката на държавната власт и политическите апологети, и първите ѝ 4 книги са конфискувани. Тя е обвинена в „сексуална разпуснатост“, но по-късно е оправдана от съда.
През 1984 г. получава наградата на името на Саит Фаик за сборника с разкази „Неподвижни води“.
През 2007 г. е съпродуцент на телевизионното предаване „Haydi Gel Bizimle Ol“ по турската телевизия „NTV“, в което тя и още три жени от различни поколения разискват с гостите си текущи национални проблеми.
Пънар Кюр живее в кв. „Таксим“, Истанбул.

## Произведения

### Самостоятелни романи
- Yarın Yarın (1976)
- Küçük Oyuncu (1977)
- Asılacak Kadın (1979)
Жена за обесване, изд. „Летера“, Пловдив (2008), прев. Йорданка Бибина
- Akışı Olmayan Sular (1983)
- Bitmeyen Aşk (1986)
- Bir Cinayet Romanı (1989)
- Sonuncu Sonbahar (1992)
- Bir Deli Ağaç (1992)
- Cinayet Fakültesi (2006)

### Документалистика
- Akışı Olmayan Sular (1983) – награда „Саит Фаик“
- Bir Deli Ağaç (1992)
- Hayalet Hikayeleri (2004)

### Филмография
- 1987 Yarin yarin – по романа
- 1986 Asilacak kadin – по романа
- 1985 Bir kadin, bir hayat